# Tadanobu Tsunoda
Tadanobu Tsunoda (角田 忠信) né le  8 octobre 1926 à Tokyo, est un médecin oto-rhino-laryngologiste et chercheur japonais connu pour ses travaux controversés sur les différences cérébrales entre Japonais et non-Japonais.

## Théorie
Tadanobu Tsunoda a mis au point la théorie discutée du « cerveau japonais » dans les années 1970–1980. Celle ci postule que les locuteurs natifs japonais présentent une latéralisation cérébrale particulière. Selon ses expérimentations, l’hémisphère gauche, généralement impliqué dans le traitement du langage chez l’ensemble des humains, serait également responsable du traitement des sons non linguistiques familiers (sons naturels, musique traditionnelle japonaise, bruits d’insectes, cris, soupirs), contrairement aux Occidentaux pour qui ces sons relèveraient plutôt de l’hémisphère droit. Ses recherches suggèrent en outre que cette organisation n’est pas innée, mais dépend de l’exposition linguistique durant l’enfance, les personnes d’origine japonaise élevées dans un environnement occidental présentent un profil cérébral de type occidental, et inversement.
Tsunoda interprète également cette particularité comme une influence culturelle : il associe cette latéralisation au lien étroit entre langage, émotion (pathos) et nature, affirmant que, pour les Japonais, ces dimensions sont traitées principalement dans l’hémisphère verbal dominant.

## Publications et inventions
Il est l’auteur du livre The Japanese Brain (traduction du titre), qui connaît un vif succès au Japon (38ᵉ édition japonaise à l’été 2006). Par ailleurs, Tsunoda est l’inventeur d’un appareil analogique appelé le Tsunoda Key Tapping Machine, conçu dans les années 1960 pour mesurer le mécanisme de commutation au niveau du tronc cérébral, afin d’identifier quel hémisphère traite les sons.
Parmi ses contributions internationales, il a présenté ses travaux lors d’une réunion d’experts de l’UNESCO à Montréal sur la notion de race dans l’histoire, en 1978. 
Il a également contribué à l’ouvrage collectif Sociocultural Studies of Mind en 1995, dans lequel figure un essai de sa part intitulé An approach to an integrated sensorimotor system in the human central brain and a subconscious computer.

## Critiques
Les recherches de Tadanobu Tsunoda ont été accueillies de manière contrastée. Si elles ont rencontré un certain écho au Japon, notamment dans des discours valorisant une singularité culturelle nationale, elles ont été largement contestées par la communauté scientifique internationale. Plusieurs chercheurs ont souligné le manque de rigueur méthodologique de ses expériences, la taille réduite et non représentative de ses échantillons, ainsi que l’absence de reproductibilité de ses résultats.
Le journaliste Karel van Wolferen a écrit à propos de Tsunoda que « ses méthodes de test sont hautement suspectes. Mon impression, fondée sur le récit de l’un de ses cobayes étrangers, est que l’auto-suggestion joue un rôle important. Pourtant, ses livres se vendent bien au Japon, et ses idées ont été officiellement reconnues au point d’être présentées à l’étranger par la Japan Foundation, organisme semi-gouvernemental ».